# Неустрашимый (сторожевой корабль)
«Неустрашимый» (СКР 772) — сторожевой корабль (по классификации NATO — фрегат) Балтийского флота Западного Военного Округа ВМФ России. Первый построенный из кораблей проекта 11540 «Ястреб». Корабль предназначен для поиска, обнаружения, слежения и уничтожения подводных лодок противника, для обеспечения противокорабельной и противолодочной обороны боевых кораблей и судов в море, нанесения ударов по подводным и надводным кораблям и судам в море и базах, поддержки боевых действий сухопутных войск, обеспечения высадки, прикрытия продвижения сил морских десантов и решения других задач.

## Однотипные корабли
19 июня 2009 года второй корабль этого типа СКР 727 «Ярослав Мудрый», построенный на Прибалтийском судостроительном заводе «Янтарь», был передан ВМФ РФ. В 2010 году «Янтарь» предложил Заказчику использовать задел по третьему корпусу (готовность 47 %) для строительства СКР «Туман». Предполагалось, что в 2012 году СКР «Неустрашимый» и СКР «Ярослав Мудрый», возможно, будут перебазированы на Черноморский флот после согласования этого вопроса и будут ориентированы командованием ЧФ на поддержание оперативного режима в зоне ответственности флота — Черном и Средиземном морях.

## Строительство
Корабль был заложен 25 марта 1987 года на судостроительном заводе «Янтарь».
На воду корабль спущен 25 мая 1988 года. Вступил в строй 28 декабря 1990 года, с 14 марта 1991 года входит в состав Балтийского флота.
24 января 1993 года над кораблём был поднят флаг ВМФ России. Со 2 февраля 1993 года корабль входит в состав 128 бригады надводных кораблей.
По ценам 1988 года СКР «Неустрашимый» обошёлся в 80 млн рублей.

## Конструкция
Корпус корабля полубачный, с продленным полубаком и носовым бульбом, в котором размещена антенна гидроакустического комплекса, имеются две мачты и две дымовые трубы.
Корпус водонепроницаемыми переборками разбит на 12 отсеков. И корпус и надстройка полностью стальные, созданы с использованием технологий по снижению акустической заметности. Корабль снабжён успокоителями качки, а также скуловыми килями, способствующими улучшению мореходности.
Предусмотрены устройства для принятия в море жидких и сухих грузов с судов снабжения.

## Вооружение

### Противолодочное вооружение
Корабль оснащён противолодочным ракетно-торпедным комплексом «Водопад-НК», состоящим из двух трёхтрубных горизонтальных пусковых установок, каждая из которых установлена по борту корабля в направлении носа с фиксированным углом в 18°. Боезапас 6 ракет с дальностью действия до 40 км.
Другим средством борьбы с подводными лодками является реактивная бомбомётная установка РБУ-6000, состоящая из 12 радиально размещённых труб. Установлена на верхней палубе, управление осуществляется с помощью системы управления огнём комплекса ПЛО «Онега-11540». Боезапас — 60 ракет, максимальная дальность стрельбы — 6000 м, максимальная глубина цели — 500 м.

### Средства ПВО
Основным средством ПВО корабля является комплекс ЗРК «Кинжал» с 32 ракетами. Комплекс состоит из четырёх модулей вертикального пуска, установленных в носовой части.
Альтернативным средством защиты являются 2 модуля зенитного ракетно-артиллерийского комплекса «Кортик». Боекомплект — 64 зенитных ракеты и 600 выстрелов. «Кортик» обеспечивает оборону от высокоточного оружия, включая ракеты и авиабомбы.

### Артиллерия
Артиллерия на СКР «Неустрашимом» представлена одной самозарядной артиллерийской установкой АК-100 с боезапасом в 350 снарядов. Наведение осуществляется с помощью РЛС управления МР-145 «Лев». Система установлена в носовой части корабля и предназначена для поражения воздушных, морских и береговых целей, включая противокорабельные ракеты. Скорострельность 60 залпов в минуту. Угол вращения в каждую из сторон 110°, угол подъема ствола 80°.
Также для ведения зенитного огня и поражения малых судов возможно использование 30-мм орудий системы «Кортик».

### Прочее
Для защиты корабля от оружия с тепловыми головками наведения установлено восемь десятитрубных установок ПК-10 для стрельбы 120 мм снарядами тепловых помех. Для защиты от систем наведения, использующих радиолокацию и оптику предназначены две 16-трубных установки ПК-16 калибра 82 мм. Дальность стрельбы последних составляет от 200 до 1800 м.
Из средств Радиационно-Химическо-Биологической Защиты (РХБЗ), корабль оснащен системой аэрозольной маскировки необходимой для скрытия корабля от визуально-оптического и оптикоэлектронного наблюдения противника и имеет по 8 дистанционных шашкосбрасывателя (ДШС) вдоль каждого борта снаряженных дымовыми шашками (МДШ, МДШ-М).
Для защиты личного состава корабля от облучения в момент радиационной опасности, по всей внешней площади корабля установлена Универсальная Система Водяной Защиты (УСВЗ) управляемая дистанционно из поста смешения и приготовления растворов (СПР).
Также корабль имеет обманные средства предназначенные для того, чтобы сбить противника с толку и тем самым сбить прицел с корабля. В этих целях используют Надувные Радио-Локационные Отражатели , которые отлично имитируют корабль на вражеских радарах.

### Авиация
Корабль оснащён штатным противолодочным вертолётом Ка-27, для которого на верхней палубе предусмотрены: освещаемая посадочная площадка, диспетчерская надстройка и ангар для хранения и обслуживания вертолёта, оснащенный системой быстрого выката аппарата из ангара.

### Ракетное вооружение
Начальный проект корабля пришлось изменить в сторону увеличения водоизмещения со специальной целью: позволить кораблю нести современную противокорабельную ракетную установку.
Система противокорабельных ракет «Уран» неоднократно упоминалась в СМИ в качестве вооружения «Неустрашимого», однако, с момента её принятия на вооружение в 2003 году так и не была установлена на корабль. Таким образом, на всём протяжении своего существования «Неустрашимый» не был оснащён основным вооружением.

## Служба
Корабль неоднократно участвовал в различных учениях, в том числе совместных с НАТО учения BALTOPS (1994, 2002, 2004, 2006, 2007). В 2006 году «Неустрашимый» получил высокую оценку со стороны командующего учениями адмирала США Джозефа Килкенни.
В 2003 году в ходе официального визита Президента РФ В. В. Путина в Лондон обеспечивал безопасность с российской стороны. На борту «Неустрашимого» Президентом был подписан ряд международных договоров.
В августе-сентябре 2004 года «Неустрашимый» нёс боевое дежурство в Средиземном море и побывал с дружественными визитами в портах: Канны (Франция), Картахена (Испания), Лиссабон (Португалия). При этом, визит корабля в Португалию был первым визитом, начиная с XVIII века и предварял официальный визит Президента РФ В. В. Путина в эту страну. В порту Канны (Франция) корабль принял участие в праздновании дней Российской культуры во Франции. В августе-сентябре 2005 год нёс боевую вахту в Норвежском море.
В сентябре 2006 года корабль принимал участие в мероприятии по перезахоронении праха императрицы Марии Фёдоровны (сторожевик встречал и сопровождал корабль ВМС Дании «Эсберн Снаре» с прахом императрицы).

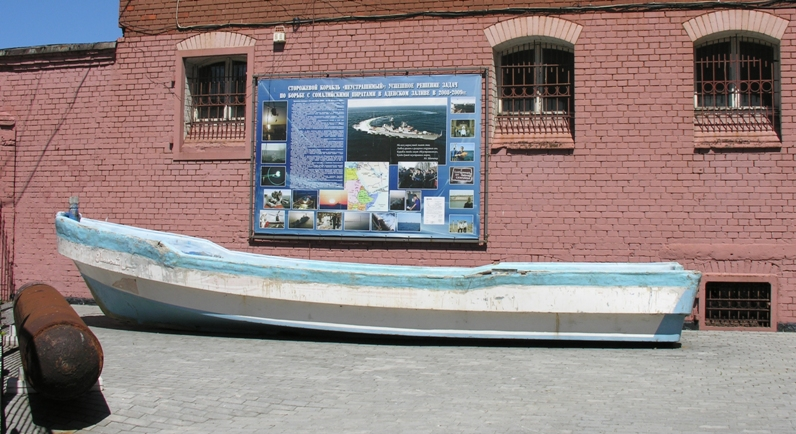
Лодка сомалийских пиратов, захваченная экипажем сторожевого корабля ДКБФ «Неустрашимый». Музей Балтийского флота, Балтийск.

24 сентября 2008 года «Неустрашимый» отправился к берегам Сомали для обеспечения безопасности судоходства от сомалийских пиратов. В 2008 году сомалийские пираты захватили более 30 судов под флагами разных стран. Часть кораблей пираты отпустили после получения крупного выкупа. Самостоятельно справиться с пиратами власти Сомали не в силах, так как в стране уже много лет идет гражданская война.
27 октября «Неустрашимый» в сопровождении обеспечивающего танкера «Ельня» прибыл в район полуострова Африканский Рог и присоединился к флотилии военных кораблей НАТО около сомалийского побережья. 28 октября министр иностранных дел РФ Сергей Лавров выразил надежду что «Неустрашимый» совместно с военными кораблями других стран, поможет освободить судно «Фаина». 12 ноября «Неустрашимый» отбил атаку пиратов на датское судно Powerful. Операция была выполнена совместно с фрегатом Великобритании «Камберленд». Ранним утром 1 января 2009 года сопровождавший танкер «Ельня» сторожевик также вступил в «новогоднюю» перестрелку с пиратским судном. 8 февраля «Неустрашимый» вернулся в Балтийск. За время семимесячной боевой службы корабль прошёл свыше 40 тыс. миль, обеспечил проводку через опасный район до 60 гражданских судов, активно использовал бортовой вертолет, трижды применял оружие; совершил деловые заходы в Триполи (Ливия) и Аден (Йемен).
По данным агентства «Интерфакс», к окончанию этого похода общее число неисправностей техники составляло более двух десятков позиций, некоторые неисправности значительно снизили скорость хода. Однако официальные лица ВМФ опровергли эту информацию, утверждая, что «серьёзных проблем не было», а негативная информация «имеет своей целью принизить достижения и заслуги экипажа».
Тем не менее, летом 2009 года в интервью генеральный директор ПСЗ «Янтарь» Игорь Орлов подтвердил, что после похода на корабле были заменены все четыре дизеля, все холодильные машины, две турбины. Ремонт длился почти полгода и был настолько объёмен, что завершился проведением повторных швартовных испытаний. Корабль прошёл около 80 % от так называемого «среднего ремонта»:
Для корабля, который 15 лет не ремонтировался, поход в Аденский залив явился серьезнейшим испытанием — не столько для людей, сколько для техники, которая работала в сверхнапряженном режиме.
23 января 2010 года «Неустрашимый» вернулся в Аденский залив. У берегов Сомали «Неустрашимый» сменил большой противолодочный корабль «Адмирал Чабаненко», выполнявший задачи по обеспечению безопасности судоходства в районе Африканского рога и Аденского залива с начала ноября 2009 года.
2 мая 2013 года СМИ сообщили об очередном походе корабля для проводки гражданских судов по «коридору безопасности». На 2013 год, за 19 лет корабль прошел более 120 000 миль.

## Модернизация 2014—2023 годов
В 2014 году «Неустрашимый» был поставлен на ремонт и модернизацию. По данным на 24 января 2014 года, корабль находится на доковом ремонте у причала Прибалтийского судостроительного завода «Янтарь» для восстановления технической готовности — будет произведена замена форсажных двигателей, вспомогательных дизель-генераторов; выполнен средний ремонт всех основных систем: водоотливной, противопожарной, топливной, электрической, системы автоматики и управления. Возвращение корабля в строй было запланировано на ноябрь 2017 года, позже срок перенесли сначала на 2019 год, а затем на 2020-й, в конце которого появилась информация о переносе вступления корабля в строй на 2021 год. 10 августа 2021 года на ПСЗ «Янтарь» начаты были швартовные испытания прошедшего ремонт и модернизацию СКР «Неустрашимый».
29 декабря 2021 года официально объявлено о завершении модернизации СКР «Неустрашимый», который должен был войти в строй в марте 2022 года, по завершении приёмо-сдаточных испытаний, 29 апреля того же года было объявлено, что сроки сдачи снова перенесены на май, чего также так и не произошло. 
Летом 2022 года, после неудачных испытаний главной энергоустановки, «Неустрашимый» вновь вернулся на АО ПСЗ «Янтарь», после чего сроки его сдачи переносились несколько раз. В декабре 2022 года поступила информация об успешном завершении приёмо-сдаточных испытаний корабля и скором вводе его в строй.  
18 апреля 2023 года, после более чем 10-летней модернизации, СКР «Неустрашимый» вернулся в состав ДКБФ.  
Изначально корабль строился как скоростной высокотехнологичный океанский охотник за атомными подлодками. Его отличительная особенность — мощное противолодочное вооружение: ракетно-торпедный комплекс «Водопад-НК» и вертолет Ка-27, который отвечает за поиск, обнаружение и поражение подводных лодок. Также «Неустрашимый» может прикрыть своими комплексами ПВО другие боевые корабли в открытом море или действия войск при проведении морских десантов.
В ходе модернизации на судостроительном заводе «Янтарь» в Калининграде аналоговую аппаратуру заменили на цифровую. Была установлена новая боевая информационно-управляющая система (БИУС) — комплекс электронно-вычислительной аппаратуры и технических средств, предназначенный для автоматизированной выработки рекомендаций по управлению оружием и кораблем. Еще на СКР появился новый боевой пост управления артиллерией. Также был модернизирован комплекс «Фрегат» — радиолокационная станция наблюдения за воздушной и надводной обстановкой. На «Неустрашимом» установили новую цифровую навигационную станцию. Она отвечает за автоматизированный обмен информацией о нахождении, курсах и скорости кораблей и судов в прилегающей акватории, а также о состоянии фарватеров. Это обеспечивает безопасность мореплавания. 
При всём при этом, корабль так и не получил на вооружение противокорабельный ракетный комплекс «Уран», которым оснащён введённый в строй в 2009 году однотипный СКР «Ярослав Мудрый».

### Награды
Экипаж корабля неоднократно отмечался различными призами в соревнованиях ВМФ России:
- приз Главнокомандующего ВМФ по противовоздушной обороне (1994, 1996, 1997, 1998, 2000)
- приз Главнокомандующего ВМФ по противолодочной обороне (1995)
- приз Главнокомандующего ВМФ по артиллерийской подготовке (1997, 1999, 2000, 2001)

Корабль занимал первое место среди кораблей 1-го и 2-го ранга в состязаниях по боевой подготовке на первенство Балтийского Флота (2005, 2006, 2007), а также первое место среди кораблей 1-го и 2-го ранга в состязаниях по боевой подготовке на первенство ВМФ РФ (2007)
В 2000 году «Неустрашимый» был объявлен лучшим кораблём на Балтийском флоте. Это же достижение корабль повторил в 2005, 2006, 2007 годах.

## Командиры корабля
- капитан 3-го ранга Кольяков Игорь Аркадьевич (29 июня 1990—23 февраля 1991 года)[25]
- капитан 2-го ранга Авраамов Николай Георгиевич (23 февраля 1991—13 мая 1993 года)[25]
- капитан 2-го ранга Рыжков Игорь Георгиевич (13 мая 1993—4 июля 1996 года)[25]
- капитан 3-го ранга Демидович Игорь Дмитриевич (4 июля 1996—1998 год)[25]
- капитан 3-го ранга Ясницкий Павел Геннадьевич (1998—2002)[25]
- капитан 2-го ранга Кутышенко Павел Анатольевич (2002—2004)
- капитан 2-го ранга Смирнов Игорь Николаевич (2004—2007)
- капитан 2-го ранга Апанович Алексей Васильевич (2007—2010)
- капитан 2-го ранга Баранов Денис Валерьевич (2010—2012)
- капитан 2-го ранга Ашуров Роман Юрьевич (2012—2013)
- капитан-лейтенант Суслов Алексей Григорьевич (2013—2013)
- капитан 2-го ранга Липский Сергей Александрович (2013—2013)
- капитан 3 ранга Овсянников Евгений Александрович (2013—2016)
- капитан 3-го ранга Наумов Владимир Александрович (2017—2019)
- капитан 2-го ранга Сомов Юрий Николаевич (с 2019 года)[25]

## «Неустрашимый» в искусстве
Корабль неоднократно принимал участие в съёмках кинофильмов. Его можно увидеть в фильмах «Особенности национальной рыбалки», «Зависть богов», «Параграф 78».